# Scribner
Scribner és una població dels Estats Units a l'estat de Nebraska. Segons el cens del 2000 tenia 971 habitants.

## Demografia
Segons el cens del 2000, Scribner tenia 971 habitants, 389 habitatges, i 245 famílies. La densitat de població era de 585,8 habitants per km².
Dels 389 habitatges en un 28,5% hi vivien nens de menys de 18 anys, en un 53% hi vivien parelles casades, en un 7,7% dones solteres, i en un 37% no eren unitats familiars. En el 32,4% dels habitatges hi vivien persones soles el 19,8% de les quals corresponia a persones de 65 anys o més que vivien soles. El nombre mitjà de persones vivint en cada habitatge era de 2,31 i el nombre mitjà de persones que vivien en cada família era de 2,94.
Per edats la població es repartia de la següent manera: un 23,3% tenia menys de 18 anys, un 6,7% entre 18 i 24, un 22% entre 25 i 44, un 17,4% de 45 a 60 i un 30,6% 65 anys o més.
L'edat mediana era de 43 anys. Per cada 100 dones de 18 o més anys hi havia 77,8 homes.
La renda mediana per habitatge era de 30.455 $ i la renda mediana per família de 40.625 $. Els homes tenien una renda mediana de 31.389 $ mentre que les dones 18.553 $. La renda per capita de la població era de 16.173 $. Aproximadament el 6,1% de les famílies i el 9,4% de la població estaven per davall del llindar de pobresa.

## Poblacions més properes
El següent diagrama mostra les poblacions més properes.